# Fusell antitancs Boys

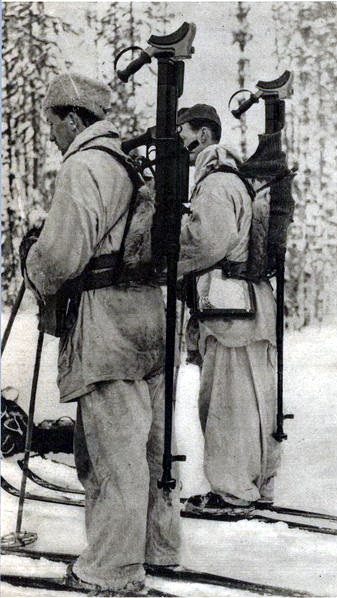
Voluntaris suecs en la Guerra d'Hivern amb un fusell Boys.

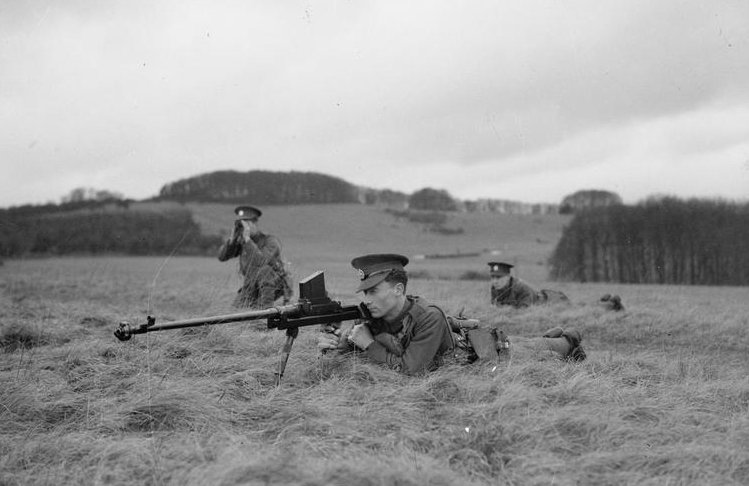
Entrenament amb un fusell Boys

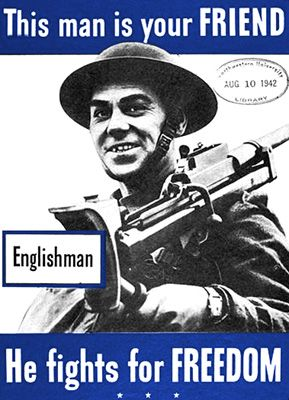
Poster americà d'un soldat anglès amb un fusell Boys.

El Boys, .55in, conegut normalment com a «fusell antitancs Boys», va ser un fusell antitancs britànic utilitzat per l'exèrcit anglès durant la segona Guerra mundial. Va ser nomenat «arma d'elefants» pels seus operadors, per la seva grandària i canó llarg.
Hi van haver 3 versions diferents del fusell Boys: el primer model (Mark I), que tenia un sistema de càrrega circular i un bipode amb forma de te, i va estar construït normalment per BSA en el Regne Unit. Més tard, es va crear un nou model (Mark I*), construït principalment a John Inglis and Company de Toronto, Canadà, que tenia un sistema de càrrega quadrat i un bipode amb forma de ve baixa. L'últim model va ser construït per als paracaigudistes i tenia un canó reduït d'uns 762mm de llargada. Van haver-hi diferents municions, en diferents versions construïdes posteriorment.
El fusell Boys era adequat contra vehicles lleugers, encara que no era efectiu contra vehicles més pesants, i se'l va anar reemplaçant pel PIAT a mitjans de la guerra.

## Disseny i desenvolupament
El creador d'aquesta arma era un capità de la marina anglesa, H. C Boys (l'assistent del superintendent de disseny), i era membre del comitè de disseny d'armes petites angleses i dissenyador a la Royal Small Arms Factory, a Enfield. Va ser anomenat en un principi com a Stanchion, però el van reanomenar amb el nom del capità Boys després de la seva mort, uns pocs dies abans que el fusell s'aprovés, el novembre de 1937.
Era un fusell de forrellat, que disparava la seva munició des d'un carregador de 5 bales. A més, aquesta arma era molt gran i llarga, però comptava amb un bipode al front del canó i amb una empunyadura per a disparar-lo amb l'objectiu de minimitzar el seu gran retrocés causat en disparar la seva munició de 0,55 polsades (13,9 mm). El fusell es va dissenyar amb una gran quantitat de peces petites i per això era molt difícil de reparar per als enginyers.
L'arma era efectiva contra vehicles lleugers a una distància de 100 iardes, amb capacitat de penetrar a aquella distància uns 91mm de blindatge, gràcies a la seva potent munició, que era una adaptació del .50 BMG.
Hi havia 2 variants de munició que es van utilitzar durant la Segona Guerra Mundial:
- La W Mark 1: que eren projectils de 60 g de munició AP (d'alta penetració) amb una velocitat inicial de 747 m/s, i una capacitat de penetració de 23,2 mm a 100 iardes, encara que contra la infanteria o objectius no blindats, tenia una distància efectiva bastant superior a la de penetració mínima.
- La W Mark 2: eren projectils d'alta penetració que pesaven 47,6 g, amb una velocitat inicial de 884 m/s. De la mateixa forma que l'altra variant, tenia una distància efectiva bastant superior al disparar contra objectius no blindats.

Encara que el fusell tenia moltes coses per evitar el retrocés, aquest era tant potent, que podia causar lesions en disparar-lo, i quasi mai es disparava sense haver-lo col·locat al terra o recolzat en algun lloc, per evitar el seu gran retrocés, només algun cop es disparava sense recolzar-lo, i solia ser en situacions d'emergència.

## Ús operacional
El fusell Boys va ser utilitzat a principis de la Segona Guerra Mundial contra vehicles lleugers i poc blindats d'Alemanya o Itàlia. La Gran Bretanya també va subministrar grans números d'aquests fusells a Finlàndia en 1939 i 1940, durant la guerra d'hivern contra la Unió Soviètica. L'arma era bastant popular entre els finlandesos, perquè podia batallar amb els tancs soviètics T-26, amb els que l'exèrcit finès va tindre bastants batalles.
Encara que va tindre un gran ús contra els tancs alemanys i italians en la batalla de França i la Campanya del nord d'Àfrica i en les campanyes noruegues contra els Panzer I, Panzer II i alguns models dels Panzer III, els tancs va anar augmentant de blindatge, i els fusells Boys va anar quedant com a fusells antitancs ineficaços. Una versió curta va ser subministrada en 1942 als paracaigudistes i van veure ús a Tunis, on van provar ja ser totalment ineficaços, per la reduïda velocitat de la bala al sortir del canó de l'arma. Una altra limitació d'aquest fusell era el seu gran pes, que endemés era desequilibrat, i per això difícil de traslladar i muntar en vehicles.
La reputació del fusell Boys després de la batalla de França, que el govern del Canadà, mitjançant el departament de defensa nacional i l'agència nacional de pel·lícules, van fer la pel·lícula d'entrenament "Stop That Tank!" en 1942, juntament amb l'ajuda de Walt Disney, per ajudar a augmentar la seva popularitat. En la companyia nacional de producció de pel·lícules, en la pel·lícula de "Letter from Camp Borden" de 1941, un sergent de l'exèrcit canadenc està explicant les principals característiques del fusell Boys Mk.1 a un grup de reclutes dubtosos.
Encara que, en el teatre Europeu, va ser reemplaçat ràpidament pels PIAT (“Projector, Infantry, Anti-Tank”, en anglès) en 1943, i van veure el seu primer ús durant la Invasió Aliada de Sicília. El fusell Boys encara es seguia utilitzant, però en altres rols, com per exemple, l'eliminació de búnquers, nius de metralladores, i alguns vehicles poc blindats, com vehicles de reconeixement o transport, però va ser reemplaçat ràpidament per la Gran Bretanya i la Commonwealth, quan van aconseguir obtenir suficients metralladores M2 Browning de calibre .50 BMG, dels EUA.
Utilitzant munició AP (d'alta penetració), API (d'alta penetració incendiaria) o APIT (d'alta penetració incendiaria traçadora), la munició de .50 BMG era igual de capaç quant a penetració i devastació de vehicles lleugers es refereix, i endemés, quan utilitzava la munició incendiaria era encara més devastadora, i quasi incomparable al fusells Boys, quant a devastació de vehicles lleugers es refereix. Endemés, aquesta munició també tenia una gran capacitat antiaèria. Les versions pesades de la Browning no es podien transportar per un sol soldat, perquè pesaven 38 kg, i amb el tripode 58kg. Fins i tot, les forces especials britàniques, que feien ús d'armes capturades per als seus vehicles de reconeixement i jeeps, es van desfer ràpidament dels seus fusells Boys a favor de les metralladores americanes 50. M2 Browning, o el canó de 20 mm Breda Model 35 italiana.
L'arma era una part de l'equipament estandarditzada de Gran Bretanya i de la Commonwealth, que van intentar de danyar greument a les forces japoneses a la Guerra del Pacífic. A la batalla de la badia de Milne, l'arma va comprovar una altra vegada ser completament infectiva. També va fallar en intentar parar els tancs japonesos en la Malàisia Britànica. Algunes persones diuen que el 1st Punjab Regiment, va destrossar 2 tancs japonesos. Durant la batalla de Singapur el 1er regiment de Cambridgeshire va dir que els seus fusells Boys van ser molt útils disparant a través d'uns murs metàl·lics durant una batalla als carrers.
Els Marines dels EUA van comprar fusells Boys del Canadà abans de l'atac a Pearl Harbor. Van veure un ús limitat amb els batallons de Marines, contra alguns búnquers i va ajudar a abatre alguns avions japonesos a prop de l'illa de Makin. El 1er batalló de Rangers del EUA, estava equipat amb fusells Boys, però no van ser gaire utilitzats en combat. Els altres cinc regiments de Rangers estaven autoritzats per a utilitzar els fusells Boys, però mai els van equipar a aquelles unitats.
Els fusells també van ser venuts als nacionalistes xinesos durant la Segona Guerra sinojaponesa, tant a la Xina com a Birmània.
En setembre de 1965, els membres de la IRA van danyar un vaixell britànic d'atac ràpid, de classe HMS Brave, amb un tret del fusell Boys van danyar les turbines, mentre feien una ruta cap a Waterford, República d'Irlanda.

### Montura en vehicles
El fusell Boys era montat algunes vegades en vehicles com el Universal carrier, Humber LRC I el vehicle blindat Standard Beaverette.

## Utilitzat per
- Regne Unit
- Austràlia
- Canadà
- República de la Xina
- Malaya
- República del Congo – Van utilitzar alguns, segurament subministrats per la Xina.
- Finlàndia – alguns models copiats, coneguts com a 14mm pst kiv/37, utilitzats Durant la Guerra d'Hivern i la guerra de continuació.
- França – van rebre exemplars a canvi d'alguns canons antitancs 25 mm Hotchkiss.
- Alemanya Nazi- van utilitzar els rifles capturats de les forces expedicionàries britàniques a principis de la guerra, i denominats com a 13.9-mm Panzerabwehrbüchse 782(e).
- Grècia- utilitzats durant la guerra civil grega i la guerra entre Itàlia i Grècia per part de l'exèrcit grec.
- Itàlia – capturats en la Campanya del nord d'Àfrica.
- Irlanda
- Luxemburg
- Nova Zelanda
- Filipines
- Unió Soviètica – van rebre uns 3200 fusells Boys pel programa de préstec.
- Estats Units d'Amèrica – utilitzat pels Marines durant la Guerra de Corea, agafats de les tropes canadenques. Disparaven munició amb una càrrega ampliada de calibre .50. Tenien una distància de foc d'uns 1828,8 metres (200 iardes).